# 埼玉県立杉戸農業高等学校
埼玉県立杉戸農業高等学校（さいたまけんりつ すぎとのうぎょうこうとうがっこう、Sugito Agricultural High School）は、埼玉県北葛飾郡杉戸町大字堤根にある全日制男女共学の公立農業高等学校。

## 沿革
- 1921年（大正10年） - 埼玉県北葛飾郡立杉戸農業学校（高等小学校卒業程度、3ヶ年制）開校
- 1923年（大正12年） - 県に移管し、埼玉県立杉戸農業学校と改称
- 1948年（昭和23年） - 学制改革により埼玉県立杉戸農業高等学校と改称、埼玉県立杉戸高等家政女学校を廃止し女子農業科として合併
- 1964年（昭和39年） - 園芸科 設置
- 1974年（昭和49年） - 校舎を全面移転（2年後、跡地に埼玉県立杉戸高等学校が新規に開校。）
- 1980年（昭和55年） - 造園科 設置
- 1988年（昭和63年） - 食品流通科 設置
- 1991年（平成3年） - 生活技術科 設置
- 1992年（平成4年） - 生物生産工学科 設置
- 1996年（平成8年） - 生物生産技術科 設置
- 2011年（平成23年） - 創立90周年記念式典挙行
- 2013年（平成25年） - 第64回日本学校農業クラブ全国大会（首都圏大会）農業鑑定競技会を本校にて開催[1]

## クラブ
運動部
- バスケットボール部（男・女）
- 弓道部 男子団体関東大会出場
- 卓球部
- テニス部
- 野球部
- 山岳部
- 自転車部 インターハイ・関東大会出場
- 陸上部     インターハイ出場
- 柔道部
- バレーボール部（男・女）
- ソフトテニス部
- 女子サッカー部

文化部
- 科学部
- 茶道部
- フラワーアート部
- 書道部
- 吹奏楽部
- 音楽部
- 写真部
- JRC部
- 映画放送部
- 漫画研究部
- 将棋部
- 家庭部

同好会・愛好会
- 食品研究同好会
- パソコン同好会
- 模型同好会
- 文芸同好会

## 在籍中に取得可能な資格
- ワープロ実務検定・情報処理検定（1 - 4級）
- 社会常識能力検定試験
- 危険物取扱者（丙種・乙種4類）
- 毒物劇物取扱者
- 大型特殊自動車免許
- 初級バイオ技術認定試験
- 2級ボイラー技士
- 小型車両系建設機械
- 販売士検定試験
- 商業経済検定試験
- 簿記能力検定試験
- 珠算・電卓実務検定試験
- 被服製作技術検定（3・4級）
- 食物調理技術検定（3・4級）
- 保育技術検定（4級）
- 漢字検定・英語検定など

（各学科により授業履修と同時に受験する事もあり、選択教科や独自に資格を取得する事も可能）

## 著名な出身者
文化
- 5代目三遊亭圓楽 - 落語家

国会議員
- 三ッ林弥太郎 - 元衆議院議員・科学技術庁長官

地方首長
- 町田英夫 -  元埼玉県幸手市長
- 石川良三 - 元埼玉県春日部市長
- 藤井栄一郎 - 埼玉県白岡市長
- 会田重雄 - 前埼玉県北葛飾郡松伏町長
- 古谷松雄 - 元埼玉県北葛飾郡杉戸町長
- 深井誠 -  初代埼玉県吉川市長
- 白戸仲久 - 元茨城県古河市長
- 戸張胤茂 - 元埼玉県吉川市長

スポーツ
- 服部記義 - 元競輪選手
- 石井寛子 - 女子競輪選手

## 交通
- 東武伊勢崎線東武動物公園駅東口より徒歩30分
- 東武動物公園駅から朝日バスにて関宿中央ターミナル行きに乗り「豊後」バス停所下車徒歩10分。